# آب‌انبار پاده
آب‌انبار پاده مربوط به دوره قاجار است و در شهرستان آرادان، روستای پاده، بعد از قلعه پاده واقع شده و این اثر در تاریخ ۲۲ آبان ۱۳۸۶ با شمارهٔ ثبت ۱۹۹۵۳ به‌عنوان یکی از آثار ملی ایران به ثبت رسیده‌است.